# Marchei repülőtér
A Marchei repülőtér, ismert még mint Ancona Falconara repülőtér (IATA: AOI, ICAO: LIPY) Olaszország egyik nemzetközi repülőtere, amely Ancona közelében található, tőle 18 km-re nyugatra (Marche régió).
Éves utasforgalma 467 622 fő (2022).

## Légitársaságok és úticélok
| Légitársaság           | Célállomások                                  |
| ---------------------- | --------------------------------------------- |
| Blue Panorama Airlines | Tirana                                        |
| easyJet                | London–Gatwick                                |
| Lufthansa              | München                                       |
| Ryanair                | Charleroi, London–Stansted Szezonális: Weeze  |
| Transavia              | Szezonális: Párizs–Orly                       |
| Volotea                | Szezonális: Cagliari, Catania, Olbia, Palermo |

## Futópályák
A repülőtér futópályái:
- 04/22 (2965 m, 45 m, aszfalt)

## Forgalom
Az utasforgalom az elmúlt években az alábbi módon változott:
| Utasok száma | 433 729 | 463 837 | 485 929 | 500 126 | 520 410 | 564 576 | 521 065 | 485 037 | 150 678 | 467 622 |
|              | 2000    | 2002    | 2005    | 2007    | 2010    | 2012    | 2015    | 2017    | 2020    | 2022    |